# Edwardsiella
Genre
Edwardsiella est un genre de bacilles Gram négatifs (BGN) de la famille des Hafniaceae. Son nom fait référence au bactériologiste Philip R. Edwards.

## Taxonomie
Jusqu'en 2016 ce genre était compté parmi les Enterobacteriaceae auquel il était rattaché sur la base de critères phénotypiques. Depuis la refonte de l'ordre des Enterobacterales en 2016 par Adeolu et al. à l'aide des techniques de phylogénétique moléculaire, il a été déplacé vers la famille des Hafniaceae nouvellement créée.

## Liste d'espèces
Selon LPSN (25 octobre 2022) :
- Edwardsiella anguillarum Shao et al. 2015
- Edwardsiella hoshinae Grimont et al. 1981
- Edwardsiella ictaluri Hawke et al. 1981
- Edwardsiella piscicida Abayneh et al. 2013
- Edwardsiella tarda Ewing & McWhorter 1965 – espèce type